# Porcuna
Porcuna ist eine Kleinstadt und eine südspanische Gemeinde (municipio) mit 5.907 Einwohnern (Stand: 2024) im Westen der Provinz Jaén in der Autonomen Gemeinschaft Andalusien.

## Lage und Klima
Die Kleinstadt Porcuna liegt im Quellgebiet mehrerer Bäche (arroyos) gut 43 km (Fahrtstrecke) nordwestlich von Jaén in einer Höhe von ca. 430 m. Die Stadt Córdoba liegt ca. 76 km westlich; die Mittelmeerküste bei Málaga ist etwa 165 km in südlicher Richtung entfernt. Das Klima im Winter kann durchaus rau sein, im Sommer dagegen ist es trocken und warm; Regen (ca. 535 mm/Jahr) fällt überwiegend im Winterhalbjahr.

## Bevölkerungsentwicklung
| Jahr      | 1857  | 1900  | 1950   | 2000  | 2020  |
| Einwohner | 7.805 | 9.719 | 12.492 | 6.971 | 6.107 |

Aufgrund der Mechanisierung der Landwirtschaft und der Aufgabe bäuerlicher Kleinbetriebe („Höfesterben“) ist die Einwohnerzahl der Gemeinde seit der Mitte des 20. Jahrhunderts deutlich zurückgegangen. Zur Gemeinde gehören auch der noch etwa 15 Einwohner zählende Weiler (pedanía) Alharilla.

## Wirtschaft
Das Umland von Porcuna war und ist im Wesentlichen landwirtschaftlich geprägt, wobei größere Olivenbaumplantagen dominieren; die Kleinstadt selbst diente als handwerkliches und merkantiles Zentrum für die umliegenden Dörfer. Über die bislang nur unvollständig ausgebaute A-305 soll Porcuna an das spanische Autobahnnetz angeschlossen werden.

## Geschichte

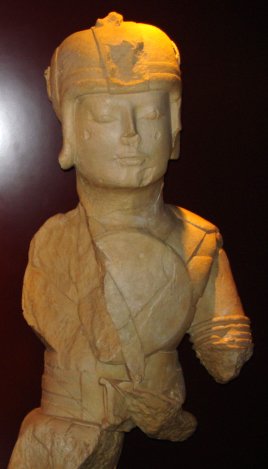
iberischer Krieger, 5. Jh. v. Chr.

Die Existenz prähistorischer Siedlungen in der Gegend ist wahrscheinlich, wenngleich aus der Frühzeit eindeutige Nachweise fehlen. Auf dem knapp 4 km nördlich der Stadt gelegenen Hügel Cerrillo Blanco wurden in den Jahren 1975 bis 1979 zahlreiche Bruchstücke einer ehemals mutwillig zerstörten iberischen Kultstätte(?) entdeckt, die der Kultur der Turduler zugerechnet wird. Die Römer eroberten die Iberische Halbinsel in der Zeit um 200 v. Chr. und gaben der hier bestehenden kleineren Ansiedlung den Namen Obulco. Westgotische Zeugnisse fehlen. In den Jahren nach 711 besetzten arabisch-maurische Heere den Ort, den sie Bulkūna (بلكونة) nannten, und sein Umland. In der Zeit des Niedergangs des Kalifats von Córdoba (1012) kam der Ort unter die Herrschaft des Kleinkönigreichs (taifa) der Ziriden von Granada, die jedoch im Jahr 1090 von der marokkanisch-stämmigen Berberdynastie der Almoraviden entmachtet wurden. Nach deren Untergang übernahmen die Almohaden die Macht, doch in den Jahren 1225 bis 1248 eroberte der kastilisch-leonesische König Ferdinand III. im Zuge der Rückeroberung (reconquista) weite Teile Andalusiens; darunter auch Porcuna (1241), welches er dem Calatrava-Ritterorden übergab. Der Ort wurde Grenzstadt zum Emirat von Granada und entsprechend befestigt. Trotz Zerstörungen während des Comuneros-Aufstands (1520–1522) erlebte die Stadt im 16. Jahrhundert eine Blütezeit, bis sie schließlich – wie viele Orte Andalusiens und ganz Spaniens  – in der Bedeutungslosigkeit versank.

## Sehenswürdigkeiten

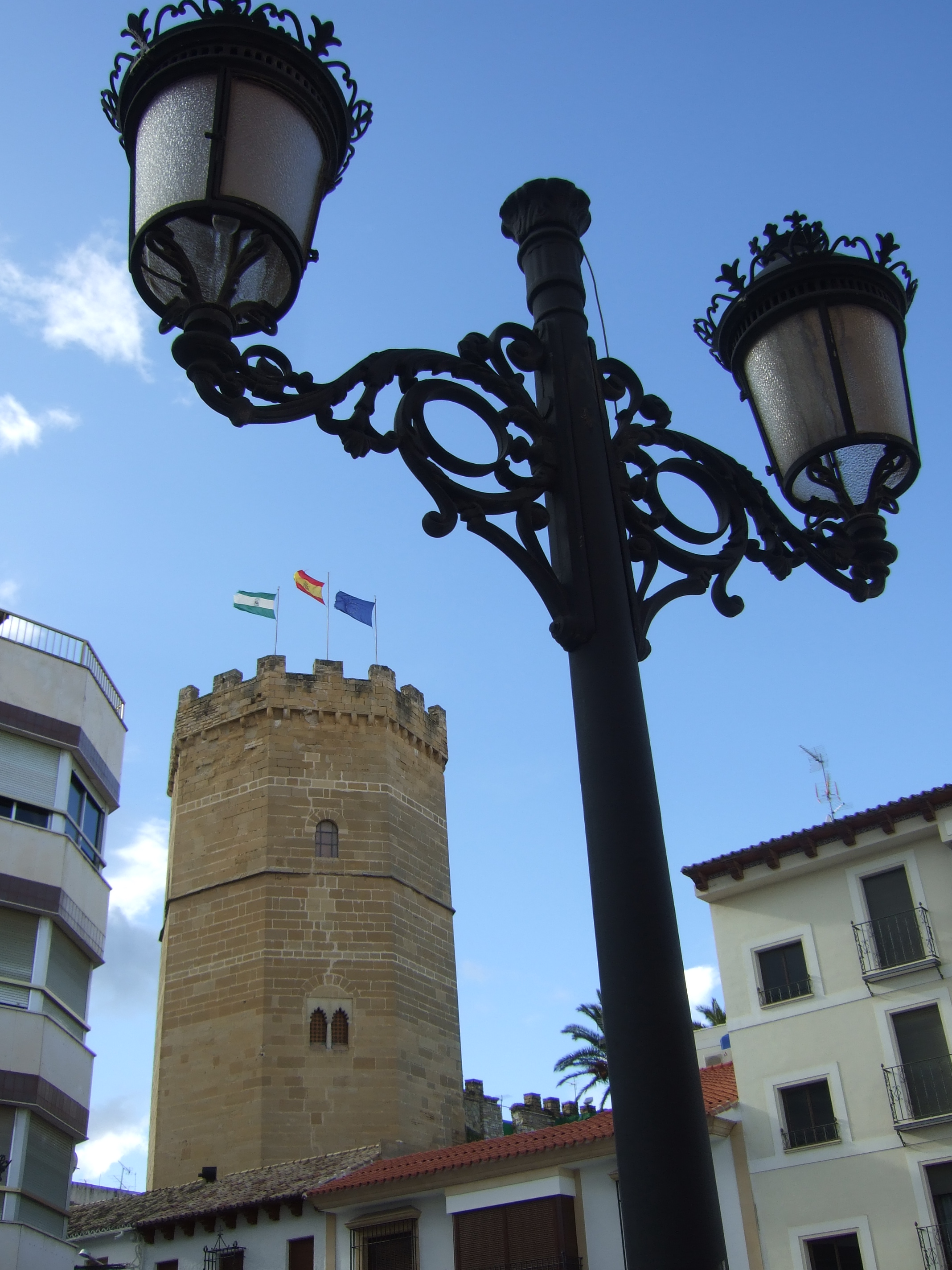
Torre Nueva

- Der auf achteckigem Grundriss sich erhebende 28 m hohe Torre Nueva entstand im frühen 15. Jahrhundert unter der Leitung des Calatravaordens. Im Jahr 1483 war hier der in der Schlacht von Lucena gefangen genommene Boabdil mehrere Monate eingesperrt.
- Die Iglesia de San Benito war ursprünglich die Kirche eines Priorats des Calatravaordens; sie wurde im 18. Jahrhundert umgestaltet.
- Die Iglesia de Jesús Nazareno geht in ihrer heutigen Gestalt auf das 18. Jahrhundert zurück.
- Die dreischiffige Iglesia de Nuestra Señora de la Asunción entstand in den Jahren 1872 bis 1910 anstelle der älteren Kirche Santa María la Mayor des Calatravaordens. Die Malereien im Innern der größtenteils neoromanischen Kirche stammen von Julio Romero de Torres.
- Der nahegelegene Bogen (arco) stammt aus dem Jahr 1952 und ersetzte ein mittelalterliches Stadttor.
- Die in den Jahren 1931 bis 1960 von dem Privatmann Antonio Aguilera Ruedas in Eigenregie erbaute Casa de Piedra wird heute als Museum genutzt.[7]

Umgebung
- Die Ausgrabungsstätte auf dem Cerrillo Blanco ist nur von geringem touristischen Interesse. Die hier gefundenen iberischen Skulpturen gehören zum Bestand des Museo Arqueológico Nacional de España in Madrid. Auf dem Gelände befindet sich auch ein jungsteinzeitliches Großsteingrab.[8]